# Resedamaskerbij
De resedamaskerbij (Hylaeus signatus) is een vliesvleugelig insect uit de familie Colletidae. De wetenschappelijke naam van de soort is voor het eerst geldig gepubliceerd in 1798 door Panzer.